# Healey Silverstone
La Healey Silverstone è un'auto sportiva prodotta dalla Donald Healey Motor Company tra il 1949 e il 1950. La vettura che prende il nome dal nuovo circuito di Silverstone è concepita per essere una sportiva adatta sia alla strada che alla pista ed è dotata di un motore Riley 4 cilindri in linea 2,4 litri con 106 CV.

## Storia del modello

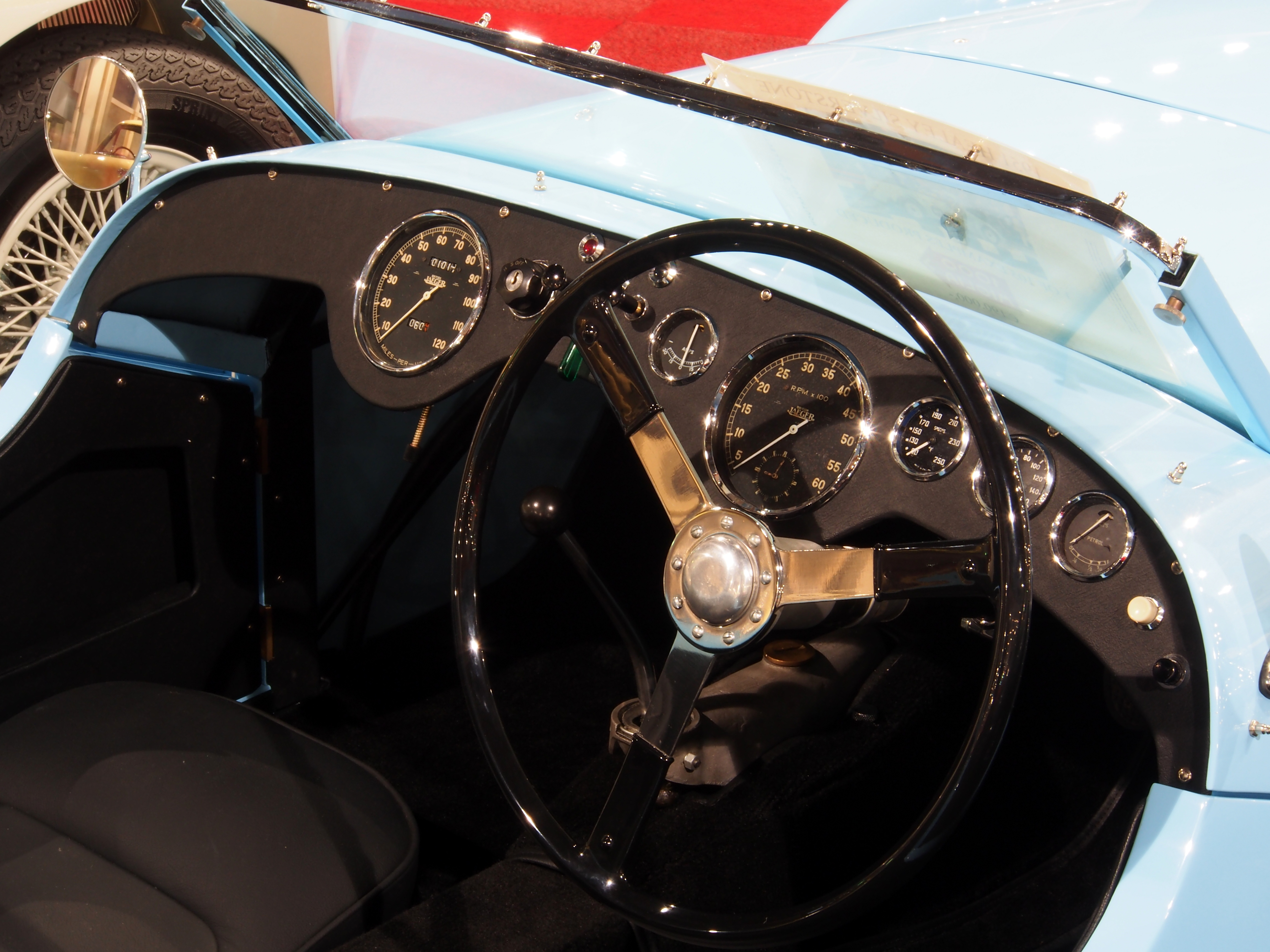
Il posto di guida di una Silverstone; da sinistra contamiglia, amperometro, contagiri con orologio integrato, termometro dell'acqua, indicatore della pressione dell'olio e del livello della benzina

Quando nel 1948 il governo britannico raddoppiò l'imposta sull'acquisto di auto con prezzo superiore alle £1000 dal 33,33% al 66,66%, Donald Healey si rese conto che esisteva un mercato per un'auto sportiva economica ma con prestazioni elevate e decise di realizzarne una che costasse meno di £1000. Il risultato fu la Healey Silverstone, una due posti sportiva con una carrozzeria molto leggera e poco spazio per i bagagli pesante solo 950 kg, cosa che la rendeva adatta alle competizioni.

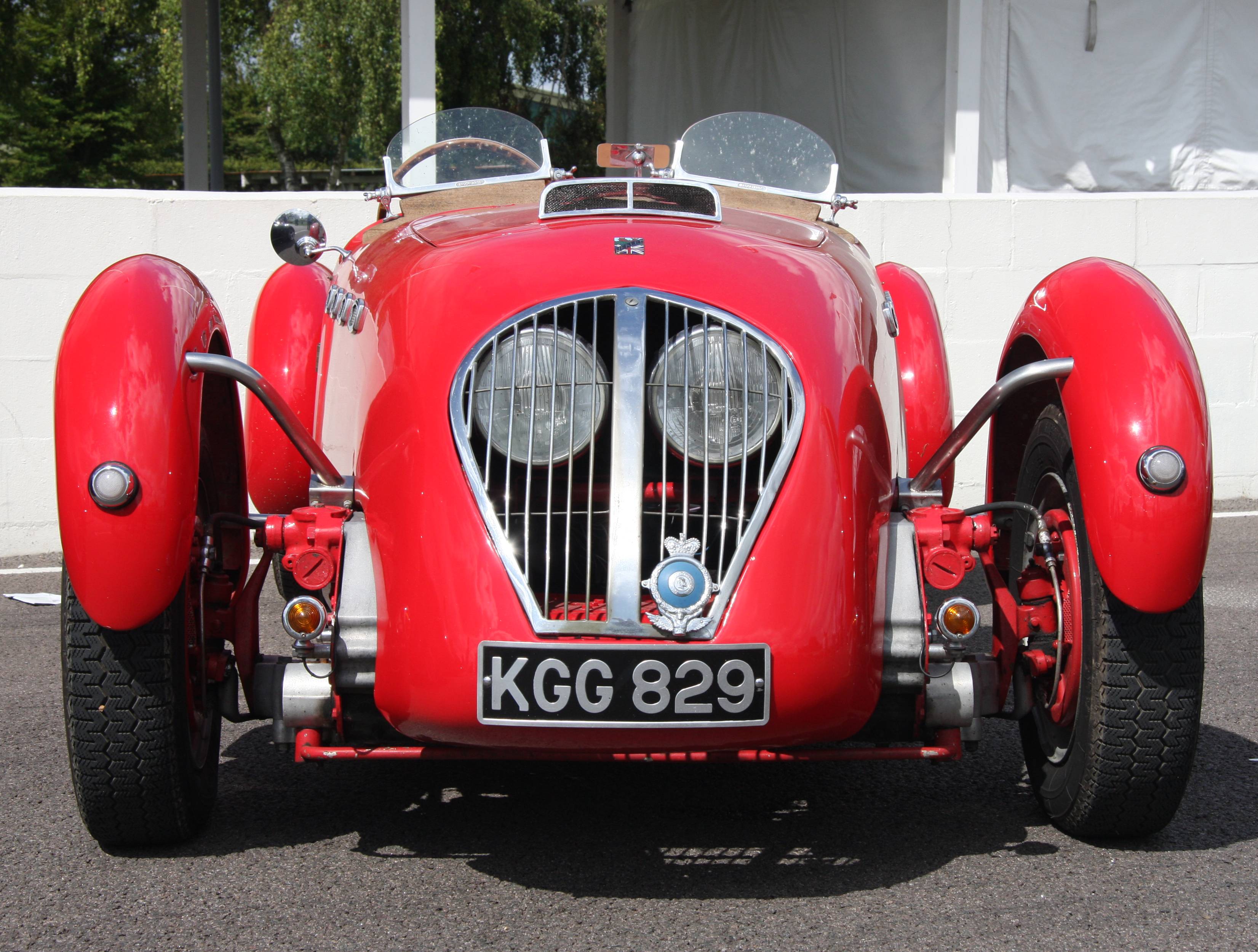
Il frontale di una Healey Silverstone, si notino i fanali integrati nella griglia e i parafanghi separati dal corpo principale della carrozzeria

La vettura aveva un telaio in acciaio a longheroni e traverse scatolati e rinforzo centrale a croce realizzato già nel 1945 da Achille 'Sammy' Sampietro, un tecnico che aveva lavorato presso Alfa Romeo e Maserati prima della guerra e con Ben Bowden alla Humber durante il conflitto. Le sospensioni anteriori sono a ruote indipendenti con bracci tirati, molle elicoidali e barra stabilizzatrice mentre quelle posteriori ad assale rigido con molle a balestra semiellittiche e barra Panhard. I freni sono a tamburo Lockheed su tutte e quattro le ruote.

Venne scelto un motore 4 cilindri in linea Riley 2½-litre Big Four che venne installato longitudinalmente nella parte anteriore e accoppiato ad un cambio a 4 marce in blocco con il motore che gli permetteva di raggiungere i 177 km/h di velocità massima e di accelerare da 0 a 60 miglia orarie (97 km/h) in 12.2 secondi.
Il propulsore di 2443 cm³ di cilindrata è, come comune nei motori britannici dell'epoca, a corsa lunga (alesaggio x corsa: 80,5 x 120 mm) con rapporto di compressione 6,84:1 e sviluppa 106 CV (79 kW) a 4500 giri/min grazie a due carburatori SU H4. Alcune delle ultime auto montavano un più potente motore Alvis 6 cilindri in linea.
La linea della Silverstone venne disegnata da Len Hodges della FLN Panelcraft che realizzò una carrozzeria in alluminio semplice ed aerodinamica. I fari anteriori Lucas sono nascosti dietro la griglia del radiatore e le ruote, che sporgono dalla carrozzeria come su una monoposto di Formula 1, sono coperte da semplici parafanghi aerodinamici. Questi ultimi potevano essere rimossi e il parabrezza abbattuto per ridurre la resistenza aerodinamica durante le gare. Nella parte bassa della coda arrotondata fu ritagliata un'apertura per ospitare la ruota di scorta, con la gomma che sporgeva dalla macchina e assolveva la funzione del paraurti, assente per risparmiare peso.
Gli interni sono molto semplici con una coppia di sedili sportivi in pelle, un volante a tre razze e una plancia su cui erano presenti gli strumenti con quadranti circolari a fondo nero.
La Healey Silverstone costava solo 975 sterline, quindi rientrava nell'aliquota fiscale del 33,33%.

## Vetture prodotte

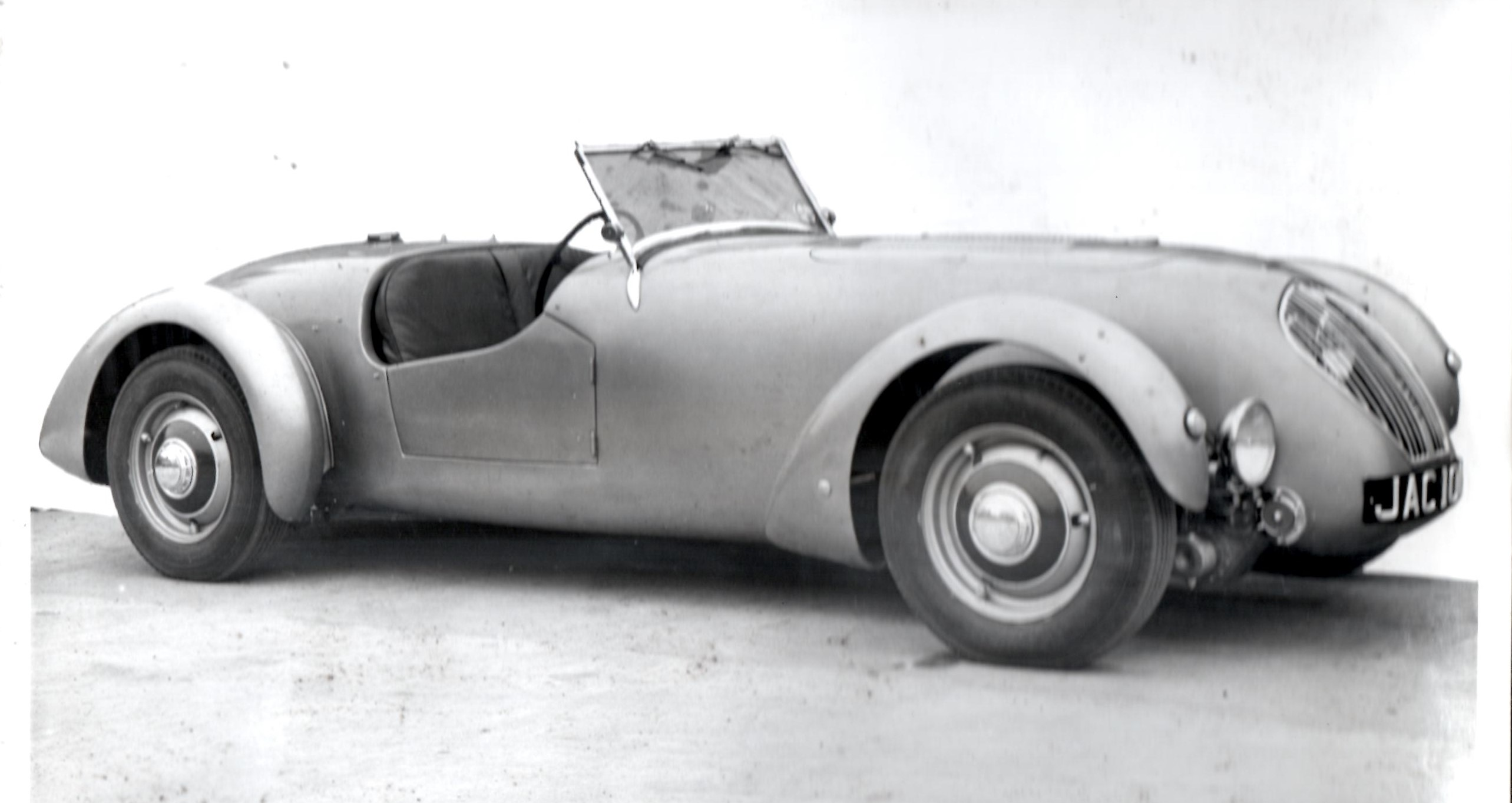
Una delle prime Healey Silverstone in una foto d'epoca.

La carrozzeria britannica Abbey Panel & Sheet Metal Co. era responsabile della costruzione della carrozzeria e dell'assemblaggio finale delle auto cominciato alla Healey di Lower Cape, Warwick, sempre in Inghilterra.
Vennero costruite due diverse versioni della Silverstone, la D-type e la E-Type. Il posto di guida della Silverstone originale (D-Type) del 1949 era relativamente stretto e scomodo, mentre l'abitacolo della seconda versione (E-Type) del 1950 fu ampliato e quindi reso più confortevole, anche se entrambe hanno avuto un buon successo in pista. Sulla D-Type il motore è arretrato di circa 7 cm nel telaio mentre sulla più comoda E-Type la carrozzeria è leggermente più larga e offre un po' più di spazio per le gambe; inoltre esternamente si differenzia per il parabrezza più grande.

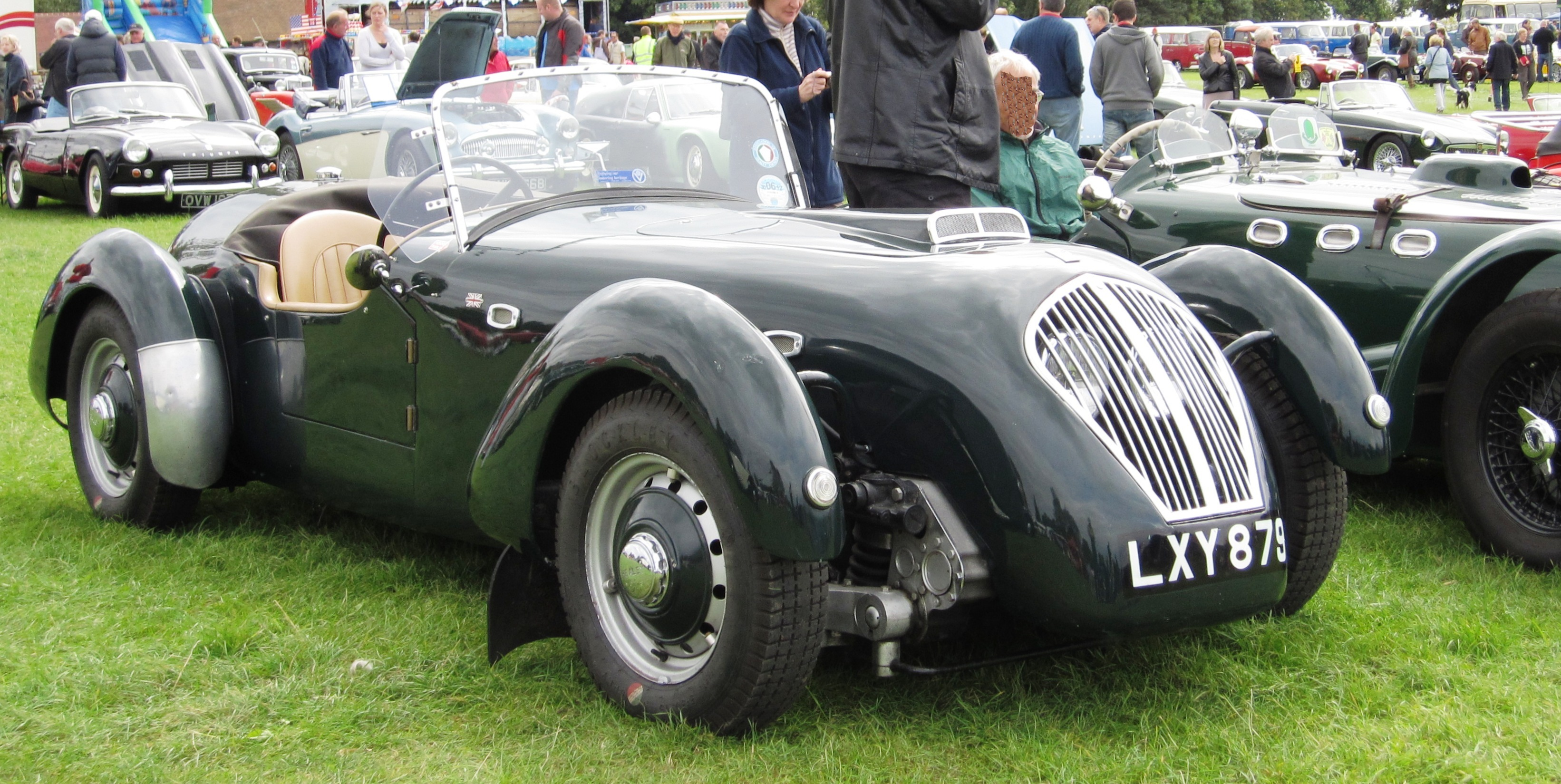
Una Healey Silverstone E-Type riconoscibile dal parabrezza grande

Furono costruiti un totale di 5 prototipi e 105 auto di produzione (51 tipo D e 54 tipo E) tra il luglio 1949 e il settembre 1950, dopo che furono banditi dalle competizioni i parafanghi separati. Fu rimpiazzata dalla nuova Nash-Healey Roadster Pinin Farina, una cabriolet sviluppata per soddisfare il più redditizio mercato degli Stati Uniti, mentre qualche anno più tardi arrivò la Austin Healey 100, pensata per la strada e per la pista proprio come la Silverstone.
La produzione terminò nel settembre 1950 ma alcuni appassionati hanno successivamente ricostruito altre vetture, note come Healey Silverstone Replica, che copiavano più o meno fedelmente il modello originale.

## Carriera sportiva

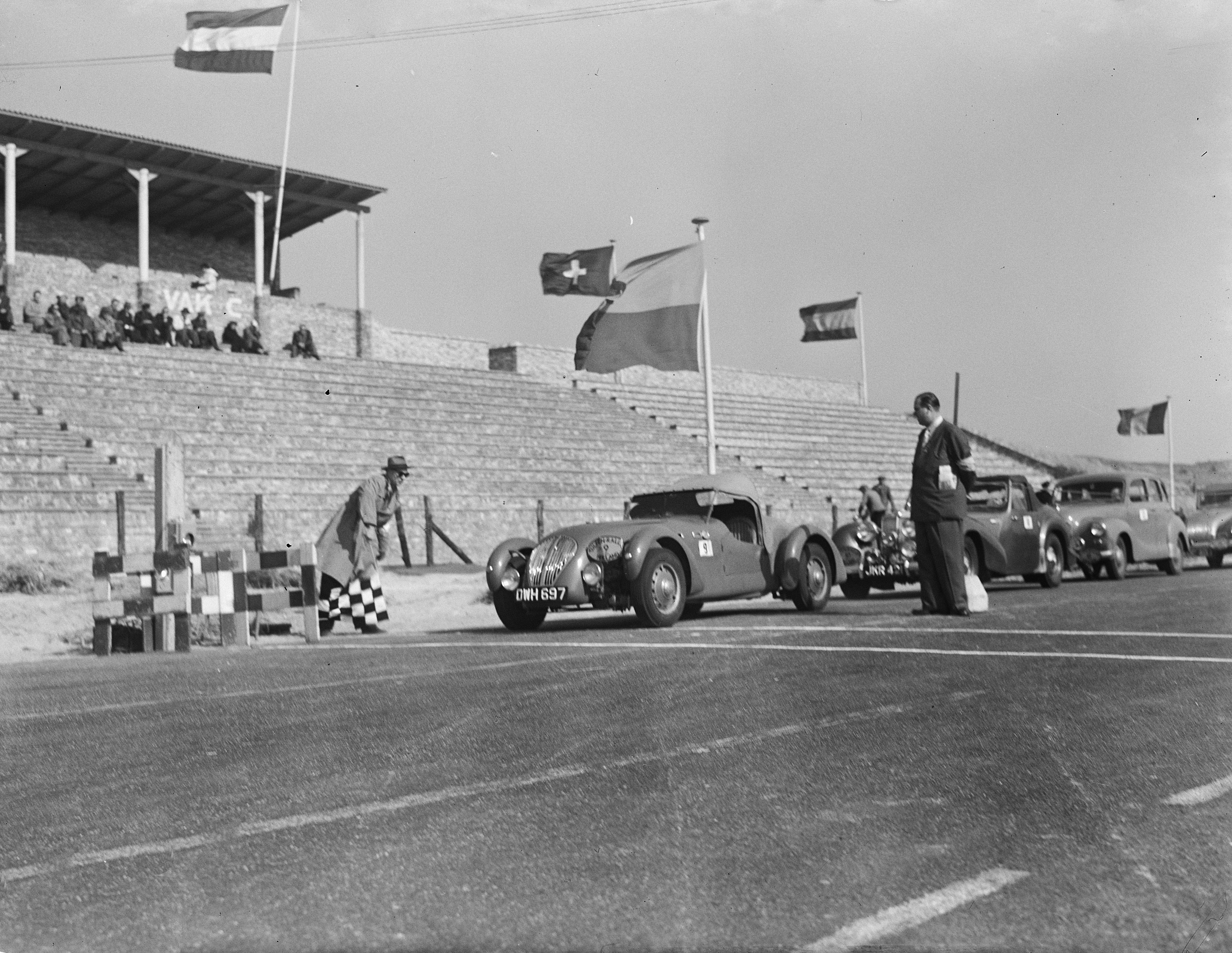
Giro di classificazione del Rally dei Tulipani 1950 a Zandvoort. La Silverstone fu molto popolare tra i piloti privati. Anche il futuro pilota di Formula 1 Tony Brooks ebbe una Silverstone su cui iniziò la sua carriera.

La Healey Silverstone ha avuto una ricca carriera agonistica nelle mani dei piloti privati sia in pista che nei rally. Infatti dopo un 6º posto al debutto alla Silverstone International 1949 con Louis Chiron vinse la propria classe della Coupe des Alpes 1949 guidata dallo stesso Donald Healey e da Ian Appleyard e nel 1950 la Silverstone di Tommy Wisdom e Anthony Hume giunse 16° assoluta e 4° di classe alla Targa Florio.
Sempre nel 1950 tre esemplari parteciparono alla Mille Miglia, due si ritirarono mentre quella di Mosters - Castelbarco giunse 38° assoluta. Una Healey Silverstone speciale dotata di motore Nash 6 cilindri in linea guidata da Tony Rolt - Duncan Hamilton prese parte alla 24 ore di Le Mans 1950 arrivando 4º assoluta.
Nel 1951 arrivarono nuove vittorie, Peter Riley e Bill Lamb vinsero la Liegi – Roma – Liegi e Edgar Wadsworth e Cyril Corbishley conquistarono nuovamente la Coupe des Alpes, seguiti da altri importanti piazzamenti come il 6º posto assoluto di Peter Simpson nella Coppa dell'Isola di Man.
Negli USA il milionario e pilota Briggs Cunningham ordinò ben due Silverstone, una normale e l'unica venduta come autotelaio. Dopo aver irrobustito adeguatamente lo chassis di quest'ultima vi montò un motore V8 Cadillac da 5,4 litri e la impiegò con successo in numerose gare oltreoceano nel corso degli anni.